# Oligia grandis
Oligia grandis är en fjärilsart som beskrevs av Turner 1932. Oligia grandis ingår i släktet Oligia och familjen nattflyn. Inga underarter finns listade i Catalogue of Life.